# Гуґо Шмайсер
Гуґо Шмайсер  (нім. Hugo Schmeisser; 24 вересня 1884; Єна — 12 вересня 1953, Ерфурт) — видатний німецький конструктор стрілецької зброї. Автор конструкції автоматичного карабіна («штурмової гвинтівки») StG-44 часів Другої світової війни.

## Біографія

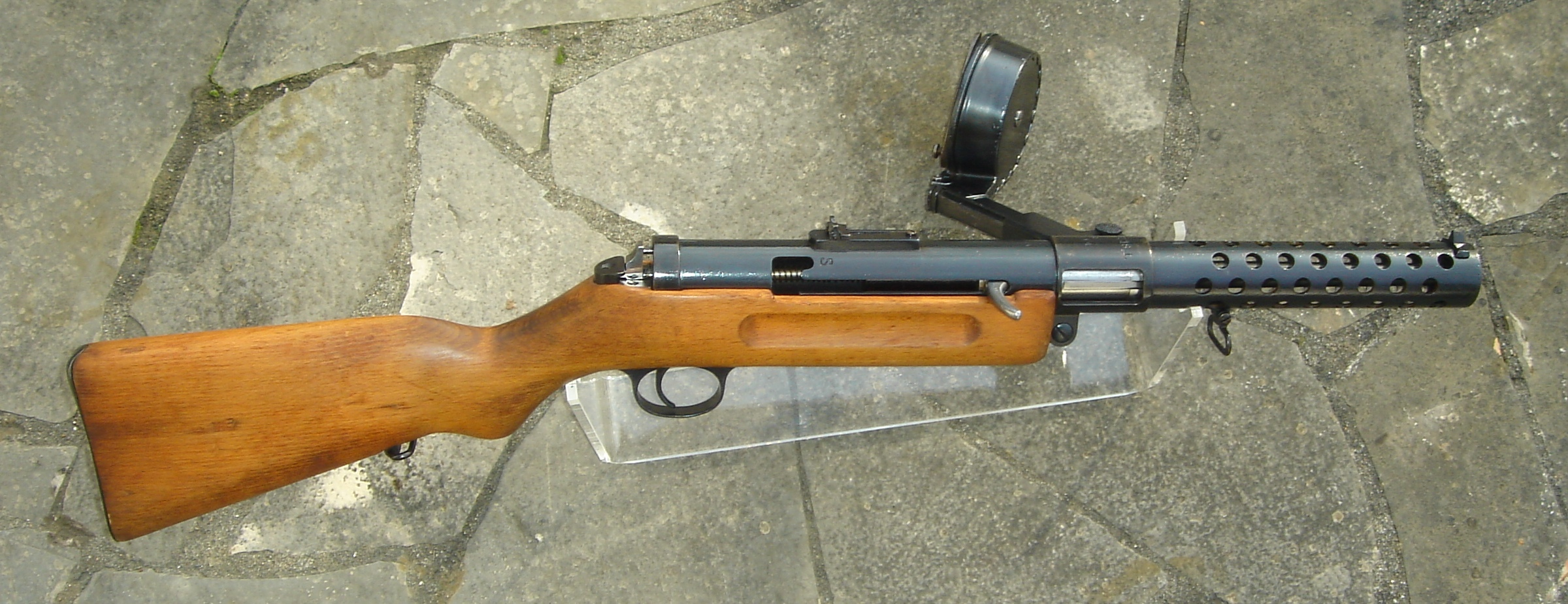
MP-18

Життя і праця Гуґо Шмайсера пов'язані з німецьким «містом зброї» Зулем, що у Тюринґії. Його батько Луїс Шмайсер також був одним з найвідоміших конструкторів зброї Європи. Ще до Першої світової війни він займався конструюванням і виробництвом кулеметів у фірмі «Бергман» (нім. Bergmann). У цій фірмі Гуґо Шмайсер набув практичного досвіду й зробив перші кроки як збройовий конструктор. Під час Першої світової війни Гуґо працює в Зулі над виробництвом кулеметів і стає незамінним у фірмі.
Під час Першої світової війни після перших двох років бойових дій західний фронт застиг у позиційній рівновазі. Артилерійський вогонь і штикові атаки вели до величезних втрат сторін. У 1917—1918 Гуґо Шмайсер розробив автоматичну зброю, що дозволяла вести автоматичний вогонь на відстані до 200 метрів. Цей MP-18 був основним озброєнням бойових груп, які прорвали фронт у березні 1918 («наступальна операція Міхаеля»). Ця тактика дій піхоти є в духовному плані попередником броньованої тактики Другої світової війни. Загалом фірма «Бергман» виготовила 35 тис. штук MP-18.
За умовами Версальського договору від 28 червня 1919 року німецьким збройовим фірмам було заборонено виробляти автоматичну зброю. 30-річна співпраця між сім'єю Шмайсер і фірмою «Бергман» завершається.
Гуґо Шмайсер вимушений орієнтуватися наново. Разом з братом Гансом Шмайсером (нім. Hans Schmeisser) він засновує в 1919 «Industriewerk Auhammer Koch und Co.» у Зулі. У Німеччині після Першої світової війни це підприємство погано працює від самого початку. Усупереч забороні Гуґо Шмайсер працює над пістолетом-кулеметом. У 1919 відбувається перший контакт з фірмою «Генель» (нім. Haenel). Це — початок 20-річної співпраці. Для захисту патентів Гуґо Шмайсер засновує влітку 1922 року другу фірму під ім'ям «Брати Шмайсер» (нім. Gebrüder Schmeisser) у Зулі. Цей підприємницький розумний хід повинен був перешкоджати втраті патентів у разі банкрутства фірми «Генель». Оскільки ця фірма перебуває в скрутному становищі, брати Шмайсер стають навесні 1925 року її діловими партнерами. Таким чином фірмі «Генель» вдалось уникнути банкрутства. Дивно, що брати Шмайсер залишаються довіреними особами цієї фірми, хоча вони — учасники й фактично ділові партнери підприємства «Генель». Усупереч обмеженням, накладеним Версальським договором, виготовлення і дослідження пістолетів-кулеметів активно продовжуються завдяки Гуґо Шмайсеру. У 1928 році Гуґо Шмайсер розробив MP-28. Магазин MP-28 має 32 патрони та під'єднується збоку. Ця зброя надходить після 1928 на озброєння німецької поліції. Цікаво, що майже 10 роками пізніше під час громадянської війни в Іспанії використовується все той же MP-28.

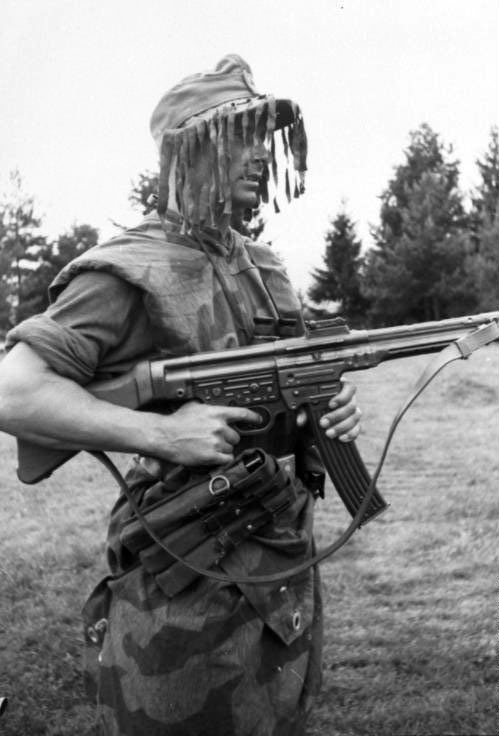
Німецький солдат з штурмовою гвинтівкою StG-44

Щоб брати участь в очікуваних військових замовленнях після приходу до влади Гітлера, в 1934 році підприємства «Цен зулер» Зуля і «Целла-Меліссер» зливаються в об'єднання під назвою «Об'єднані збройові фабрики Зуль-Целла-Меліссер». Це об'єднання безпосередньо контактує зі службовими інстанціями військової адміністрації. Понад те, «Об'єднані збройові фабрики Зуль-Целла-Меліссер» відкриває свій офіс у Берліні. При цьому Гуґо Шмайсер познайомився, і, ймовірно, заприятелював з відомим льотчиком Ернстом Удетом (нім. Ernst Udet 1896-1941) (що виявилося дуже важливим протягом наступних років). Удет був заступником Герінга (нім. Göring) в керівництві військової авіації. Після 1935 фірма «Генель» швидко росте шляхом виробництва зброї. На відміну від більшості інженерів і конструкторів, брати Шмайсер мають частку в ліцензійних зборах і прибутку.
Гуґо Шмайсер постійно покращує пістолет-кулемет. Так виникає MP-34 і MP-36. Головний конструктор Генріх Фольмер (нім. Heinrich Vollmer) фірми Ерма Верке (нім. Erma Werke) в Ерфурті (нім. Erfurt) використовує основну конструкцію Шмайсера MP-36 і розробляє з неї відомі німецькі автомати Другої світової війни MP-38 і MP-40. Було випущено 1,2 млн одиниць. Ця зброя розповсюджується всесвітньо як «SCHMEISSER-MP».
Вирішальну зміну Гуґо Шмайсер робить у 1938 році з дослідницькою групою фірми «Генель». Ця нова автоматична зброя має короткі патрони калібру 7,92 мм. Виникає перша «карабін-машина», «автоматичний карабін» у світі. Ця зброя розповсюджується під найменуванням Mkb-42. В майбутньому ця зброя отримує назву MP-43. Вже в 1943 виробляється 10 000 штук для фронту. Те, що Гітлер забороняє в 1943 році його вдосконалення і виробництво пояснюється тим, що дульна коробка виконувалася фрезеруванням з цілісного шматка металу, що було дорого. Тільки у 1944 році Гітлер затверджує масове виробництво MP-44 і подальше проведення досліджень нових MP-44. У квітні 1944 нова зброя отримує найменування «Sturmgewehr 44». При вдосконаленні «Sturmgewehr 44» Гуґо Шмайсер виходить далеко вперед у розвитку автоматичної зброї свого часу. У Зулі виникає вирішальна піхотна зброя XX сторіччя.
3 квітня 1945 американські війська займають місто Зуль. Для всіх виробників зброї відразу призначається заборона виробництва. Брати Гуґо і Ганс Шмайсери взяті під арешт, де вони тижнями допитуються американськими збройовими експертами та представниками британських спецслужб. У кінці червня 1945 американці йдуть з Тюрінґії. У липні 1945 після узяття Червоною армією під свій контроль, у фірмі «Генель» починається цивільне виробництво. Проте в серпні 1945 на фірмі знову, тепер уже під радянським контролем, виготовляються і передаються в СРСР для технічної оцінки 50 штук StG-44. Одночасно 10 785 листів технічних креслень військової техніки вивозиться в СРСР.

### Робота в СРСР

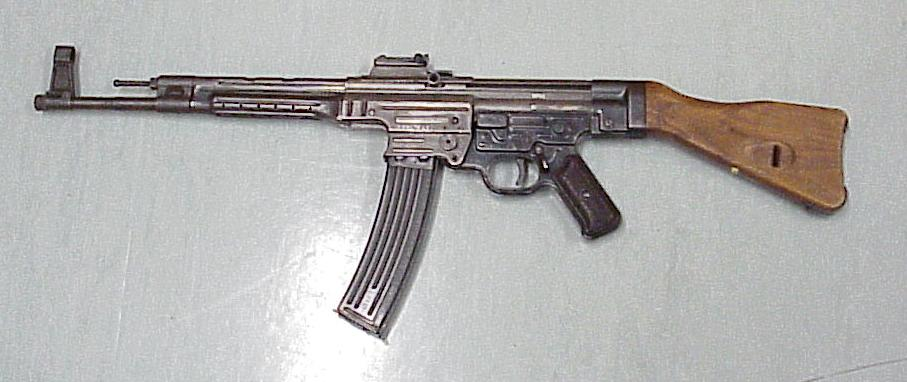
Штурмова гвинтівка Г. Шмайсера «StG-44» 1944 р.

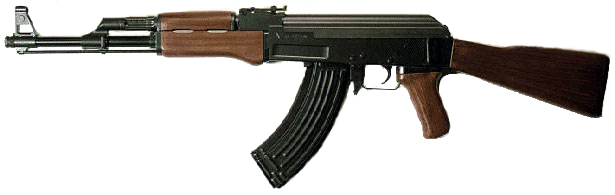
Автомат АК-47

У жовтні 1946 Гуґо Шмайсеру в примусовому порядку (як і всім німецьким фахівцям, що опинилися на підконтрольній СРСР території, у всіх без винятку галузях військової техніки) наказують як фахівцеві зі стрілецької зброї поїхати на декілька років у Радянський Союз на Урал. Це розпорядження стосувалося і всіх інших відомих конструкторів зброї з міста Зуль. Їм дозволено взяти з собою сім'ї. Німецькі фахівці прибувають 24.10.1946 на особливому потягу до Удмуртії. Після прибуття Гуґо Шмайсера в КБ іжевського заводу «Іжмаш», він і решта фахівців були поселені в столиці Удмуртії — місті Іжкар. Місяцем раніше з Іжкара на полігон Щурово і збройове виробництво в м. Ковров виїхав М. Калашников. Йому в цей час було 27 років. В Іжкарі, окрім Шмайсера, залишилися такі талановиті зброярі, як Бранітцке, Шинк, Вернер Грюнер.
Згідно з офіційною радянською, а потім російською історіографією, автомат АК-47 створив умілець-самоучка Михайло Калашников, що походив з багатодітної розкуркуленої селянської родини з Алтаю. На час створення перших зразків автомата StG-44 в 1944 році Калашников був 25-річним сержантом радянської армії, з освіти мав за собою тільки сільську школу 7-річку та курси механіків-водіїв танка. Досі нез'ясованою залишається доля участі у створенні зброї колективу полонених німецьких інженерів-конструкторів на чолі з Гуґо Шмайсером.
У СРСР Гуґо Шмайсер утримувався до 1952 року, потім він повернувся до Німеччини.

## Пам'ять
Гуґо Шмайсер помер 12 вересня 1953 після операції на легенях у міській лікарні Ерфурта і похований у Зулі.
У наш час у Німеччині його ім'я мало відоме широкій публіці, за винятком фахівців-зброярів і військових істориків. У Зулі до 50-ї річниці смерті конструктора встановлений пам'ятник.